# 26. september
26. september er dag 269 i året i den gregorianske kalender (dag 270 i skudår). Der er 96 dage tilbage af året.
Dagens navn er Adolph. Det er den europæiske dag for sprog.

### Begivenheder
Født - Dødsfald
- 1087 - Vilhelm den Røde krones som konge af England i Westminster Abbey. Hans fader, Vilhelm Erobreren udpegede Vilhelm, som "kun" var den tredje søn i rækken, til sin efterfølger. Han regerer indtil år 1100.
- 1580 - Francis Drake vender tilbage til Plymouth, England efter at have sejlet jorden rundt på 33 måneder i sit skib "The Golden Hind".
- 1679 - Ved freden i Lund afstår Danmark alle erobringer fra den Skånske Krig.
- 1799 - Der udstedes en forordning, som "forklarer og bestemmer trykkefrihedens grænser".
- 1810 - Den svenske Riksdag vedtager en tronfølgerlov, der gør Jean Baptiste Bernadotte til svensk tronfølger.
- 1832 - Götakanalen i Sverige åbnes. Den er 87,4 km, og den samlede vandvej inkl. de forbundne søer er 182 km.
- 1880 - Aarhus Gymnastikforening holder stiftende generalforsamling i Århus.
- 1897 - Paul VI, pave i Rom 1963-1978 - død 1978.
- 1937 - Storstrømsbroen åbnes af Christian 10. Den er 3,2 km lang.
- 1942 - Christian 10. sender et (meget) kort takketelegram til Hitler efter modtagelse af en fødselsdagshilsen, hvilket udløser den såkaldte telegramkrise.
- 1944 - Russiske tropper besætter Estland.
- 1950 - FN-tropperne generobrer Sydkoreas hovedstad Seoul fra de nordkoreanske tropper.
- 1953 - Sukkerrationering i England afsluttes.
- 1956 - Folketinget vedtager folkepension til afløsning af aldersrente.
- 1964 - Eksplosion på Valby Gasværk.
- 1971 - På den tidligere Bådsmandsstrædes Kaserne på Christianshavn proklameres Fristaden Christiania efter at en række aktivister er rykket ind på området.
- 1973 - Et Concorde-fly sætter ny hastighedsrekord på en tur over Atlanterhavet.
- 1984 - Storbritannien og Folkerepublikken Kina indgår aftale om overdragelse af kronkolonien Hong Kong til Kina i 1997.
- 1997 - Voldsomt jordskælv i Assisi, Italien
- 2016 - Det ikoniske Svinkløv Badehotel brænder ned til grunden. Ingen kommer til skade.

### Født
- 1626 - Karel Dujardin, hollandsk kunstmaler og raderer
- 1755 - Adam Wilhelm Hauch, dansk overhofmarskal og fysiker (død 1838).
- 1849 - Ivan Pavlov, russisk fysiolog (død 1936).
- 1870 - Christian 10., dansk konge fra 1912 (død 1947).
- 1871 - Gustav Bang, dansk socialdemokratisk teoretiker (død 1915).
- 1886 - Archibald Vivian Hill, engelsk fysiolog og Nobelprismodtager i fysiologi eller medicin i 1922 (død 1977).
- 1888 - T. S. Eliot, amerikansk forfatter og modtager af Nobels Litteraturpris (død 1965).
- 1889 - Martin Heidegger, tysk filosof (død 1976).
- 1897 - Pave Paul 6., pave fra 1963 (død 1978).
- 1898 - George Gershwin, amerikansk komponist (død 1937).
- 1902 - Albert "The Mad Hatter" Anastasia, amerikansk gangster (død 1957).
- 1905 - Emilio Navarro, Puerto Rico baseball-spiller (død 2011).
- 1919 - Matilde Camus, spanske digter (død 2012).
- 1926 - Julie London, amerikansk sangerinde og skuespillerinde (død 2000).
- 1932 - Manmohan Singh, indisk politiker (død 2024).
- 1932 - Knud Heinesen, dansk politiker og erhvervsmand (død 2025).
- 1935 - Henning Enoksen, dansk fodboldspiller (død 2016).
- 1936 - Winnie Mandela, sydafrikansk anti-apartheid aktivist (død 2018).
- 1941 - Martine Beswick, engelsk skuespillerinde.
- 1943 - Finn Storgaard, dansk skuespiller.
- 1945 - Bryan Ferry, engelsk rocksanger.
- 1948 - Olivia Newton-John, britisk-australsk sangerinde og skuespillerinde (død 2022).
- 1954 - Birgitte Raaberg, dansk skuespillerinde.
- 1956 - Linda Hamilton, amerikansk skuespillerinde.
- 1958 - Kenny Sansom, engelsk fodboldspiller.
- 1961 - Charlotte Fich, dansk skuespillerinde.
- 1965 - Lene Espersen, dansk politiker.
- 1965 - Jesper Würtzen, dansk politiker.
- 1972 - Beto O’Rourke, amerikansk politiker.
- 1975 - Emma Härdelin, svensk sangerinde.
- 1976 - Michael Ballack, tysk fodboldspiller.
- 1979 - Taavi Rõivas, estisk politiker.
- 1981 - Serena Williams, amerikansk tennisspiller.
- 1984 - Nev Schulman, amerikansk tv-vært.
- 1985 - Talulah Riley, engelsk skuespillerinde.
- 1986 - Stephania Potalivo, dansk skuespillerinde.
- 1988 - James Blake, engelsk sanger.
- 1998 - Albert Sneppen, dansk fysiker.
- 2001 - Wang Xinyu, kinesisk tennisspiller.

### Dødsfald
- 46 f.Kr. - Vercingetorix, gallisk høvding og hærfører (født 80 f.Kr.)
- 1808 - Pavel Vranický, tjekkisk komponist (født 1756).
- 1868 - August Ferdinand Möbius, tysk matematiker og astronom (født 1790).
- 1902 - Levi Strauss, amerikansk tøjfabrikant og opfinder af cowboybukser (født 1829).
- 1937 - Bessie Smith, amerikansk bluessanger (født 1894).
- 1945 - Béla Bartók, ungarsk komponist (født 1881).
- 1949 - Peter Nielsen, dansk skuespiller (født 1876).
- 1958 - Carl Brisson, dansk/amerikansk operette- og filmskuespiller (født 1893).
- 1966 - Robert Neiiendam, dansk teaterhistoriker og forfatter (født 1880).
- 1973 - Anna Magnani, italiensk skuespiller (født 1908).
- 1975 - Jacob Paludan, dansk forfatter (født 1896).
- 1990 - Alberto Moravia, italiensk forfatter (født 1907).
- 2000 - Richard Mulligan, amerikansk skuespiller (født 1932).
- 2003 - Robert Palmer, britisk sanger (født 1949).
- 2006 - Byron Nelson, amerikansk golfspiller (født 1912).
- 2006 - Iva Ikuko Toguri D’Aquino, amerikansk-japansk kvinde fra anden verdenskrig (født 1918).
- 2008 - Paul Newman, amerikansk skuespiller og filminstruktør (født 1925).
- 2010 - Gloria Stuart, amerikansk skuespillerinde (født 1910).
- 2012 - Sylvia Fedoruk, canadisk fysiker (født 1927).
- 2019 - Jacques Chirac, fransk politiker og præsident (født 1932).

|  | Denne datoartikel kan blive bedre, hvis der indsættes et (bedre) billede Du kan hjælpe ved at afsøge Wikimedia Commons for et passende billede eller uploade et godt billede til Wikimedia Commons iht. de tilladte licenser og indsætte det i artiklen. |